# Saurauia agamae
Saurauia agamae är en tvåhjärtbladig växtart som beskrevs av Elmer Drew Merrill. Saurauia agamae ingår i släktet Saurauia och familjen Actinidiaceae. Inga underarter finns listade i Catalogue of Life.